# Музеї Києва, у яких зберігається державна частина Музейного фонду України
Перелік музеїв Києва, у яких зберігаються музейні колекції та музейні предмети, що є державною власністю і належать до державної частини Музейного фонду України
Цей перелік є частиною «всеукраїнського» переліку, затвердженого постановою Кабінету Міністрів України від 2 лютого 2000 р. N 209 «Про затвердження переліку музеїв, в яких зберігаються музейні колекції та музейні предмети, що є державною власністю і належать до державної частини Музейного фонду України»
| Назва Після назви музею, якщо він не належить до системи Мінкультури, у дужках зазначається орган, якому музей підпорядковується.                                         | Адреса                          |
| --- | ------------------------------- |
| Національний музей історії України | вул. Володимирська, 2           |
| Філія: Скарбниця Національного музею історії України | вул. Лаврська, 9, корпус 12     |
| Меморіальний комплекс «Національний музей історії України у Другій світовій війні»                                                                                        | вул. Лаврська, 33               |
| Києво-Печерський національний історико-культурний заповідник | вул. Лаврська, 9, корпус 8      |
| Національний художній музей України | вул. Михайла Грушевського, 6    |
| Національний музей літератури України | вул. Богдана Хмельницького, 11  |
| Філіал: Київський літературно-меморіальний музей-квартира Миколи Бажана                                                                                                   | вул. Терещенківська, 5, кв. 5   |
| Національний заповідник «Софія Київська» (Держбуд) | вул. Володимирська, 24          |
| Філіал: Музей "Андріївська церква - пам'ятка архітектури XVIII століття"                                                                                                  | Андріївський узвіз, 23          |
| Філіал: Музей "Кирилівська церква - пам'ятка архітектури XII століття" | вул. Олени Теліги, 12           |
| Національний музей «Чорнобиль» (МВС) | пров. Хорива, 1                 |
| Національний науково-природничий музей (Національна академія наук) | вул. Богдана Хмельницького, 15  |
| Відділ: Археологічний музей | вул. Богдана Хмельницького, 15  |
| Відділ: Ботанічний музей | вул. Богдана Хмельницького, 15  |
| Відділ: Геологічний музей | вул. Богдана Хмельницького, 15  |
| Відділ: Зоологічний музей | вул. Богдана Хмельницького, 15  |
| Відділ: Палеонтологічний музей | вул. Богдана Хмельницького, 15  |
| Національний музей медицини України (МОЗ) | вул. Богдана Хмельницького, 37  |
| Музей історії м. Києва | вул. Хрещатик, 2                |
| Відділ: Музей культурної спадщини | вул. Московська, 406            |
| Відділ: Історико-меморіальний музей М. Грушевського | вул. Паньківська, 9             |
| Відділ: Київський меморіальний будинок-музей М. Булгакова | Андріївський узвіз, 13          |
| Відділ: Київський меморіальний будинок-музей Г. Світлицького | вул. Дегтярна, 30, кв. 1        |
| Відділ: Садиба на Кудрявці | вул. Кудрявська, 9              |
| Історико-архітектурна пам'ятка-музей «Київська фортеця» | вул. Госпітальна, 24а           |
| Музей гетьманства | вул. Спаська, 16б               |
| Державний музей українського народного декоративного мистецтва | вул. Лаврська, 9, корпус 29     |
| Національний музей «Київська картинна галерея» | вул. Терещенківська, 9          |
| Національний музей мистецтв імені Богдана та Варвари Ханенків | вул. Терещенківська, 15         |
| Державний музей театрального, музичного та кіномистецтва України | вул. Лаврська, 9, корпус 24/26  |
| Відділ: Музей Марії Заньковецької | вул. Велика Васильківська, 121  |
| Музей Івана Гончара | вул. Лаврська, 29               |
| Музей-майстерня Івана Кавалерідзе | Андріївський узвіз, 21          |
| Київська дитяча картинна галерея | вул. Шовковична, 17             |
| Національний музей Тараса Шевченка | бульв. Шевченка, 12             |
| Філіал: Літературно-меморіальний будинок-музей Тараса Шевченка в Києві | пров. Шевченка, 8а              |
| Філіал: Літературно-меморіальний будинок-музей Тараса Шевченка в Києві | вул. Вишгородська, 5            |
| Музей видатних діячів української культури — Лесі Українки, Михайла Старицького, Миколи Лисенка, Панаса Саксаганського                                                    | вул. Саксаганського, 97         |
| Відділ: Київський літературно-меморіальний музей Лесі Українки | вул. Саксаганського, 97         |
| Відділ: Київський меморіальний будинок-музей Миколи Лисенка | вул Саксаганського, 95          |
| Відділ: Київський меморіальний будинок-музей Михайла Старицького | вул. Саксаганського, 93         |
| Відділ: Київський меморіальний музей-квартира Панаса Саксаганського | вул. Жилянська, 96              |
| Державний музей книги і друкарства України | вул. Лаврська, 9, корпус 9      |
| Київський літературно-меморіальний музей Максима Рильського | вул. Рильського, 7              |
| Київський літературно-меморіальний музей-квартира П. Тичини | вул. Терещенківська, 5, кв. 1   |
| Музей народної архітектури та побуту України (Українське товариство охорони пам'яток історії та культури)                                                                 | с. Пирогів                      |
| Державний історико-архітектурний заповідник «Стародавній Київ» (Управління охорони пам'яток історії, культури та історичного середовища Київської міськдержадміністрації) | Андріївський узвіз, 5           |
| Педагогічний музей України, (Академія педагогічних наук) | вул. Володимирська, 57          |
| Музей спортивної слави України (Держкомспорт) | вул. Еспланадна, 2              |
| Музей збройних сил України (Міноборони) | вул. Михайла Грушевського, 30/1 |
| Музей праці і професійних спілок України (Федерація професійних спілок)                                                                                                   | Велика Окружна дорога, 3        |
| Центральний музей Державної прикордонної служби України (Адміністрація Держприкордонслужби)                                                                               | вул. Лаврська, 44               |
| Центральний державний архів-музей літератури та мистецтва України (Головархів)                                                                                            | вул. Володимирська, 22а         |
| Аптека-музей (Державна адміністрація Подільського району м. Києва) | вул. Притисько-Микільська, 7    |